# 黒海経済協力機構

ヨーロッパの国と地域的機関の相互関係

黒海経済協力機構（こっかいけいざいきょうりょくきこう、英語: Organization of the Black Sea Economic Cooperation、略称: BSEC）は、黒海沿岸諸国の経済協力機構。1992年6月25日、11カ国の政府首脳がイスタンブールでサミット宣言に調印し、ボスポラス声明によって黒海における経済協力が誕生した。これは参加国間の調和と相互成長を助ける多国間政治と経済主導権のモデルとして、さらには平和を保障し、安定と繁栄で黒海地域で友好関係と善隣関係を促進することを目的にした。トルコ大統領トゥルグト・オザルが結成に主導的な役割を果たした。
黒海経済協力機構の本部である黒海経済協力機構恒久的国際事務局は1994年3月にイスタンブールに設立された。
1999年5月1日の憲章の発効による加盟で黒海経済協力機構は法的な主体性を獲得し、完全な地位を持つ地域経済機構「黒海経済協力機構」となった。セルビアが2004年4月に加盟し、加盟国は12カ国になった。
その重要な活動の一つが参加国内の起業家精神と中小企業の開発育成である。この問題に関してのコンラート・アデナウアー財団とERENETの協力の下、一連の研究集会が組織されている。

## 参加国
設立メンバー
- アゼルバイジャン
- アルバニア
- アルメニア
- ブルガリア
- ジョージア
- ギリシャ
- モルドバ
- ルーマニア
- ロシア
- トルコ
- ウクライナ

その後以下のメンバーが参加した
- セルビア

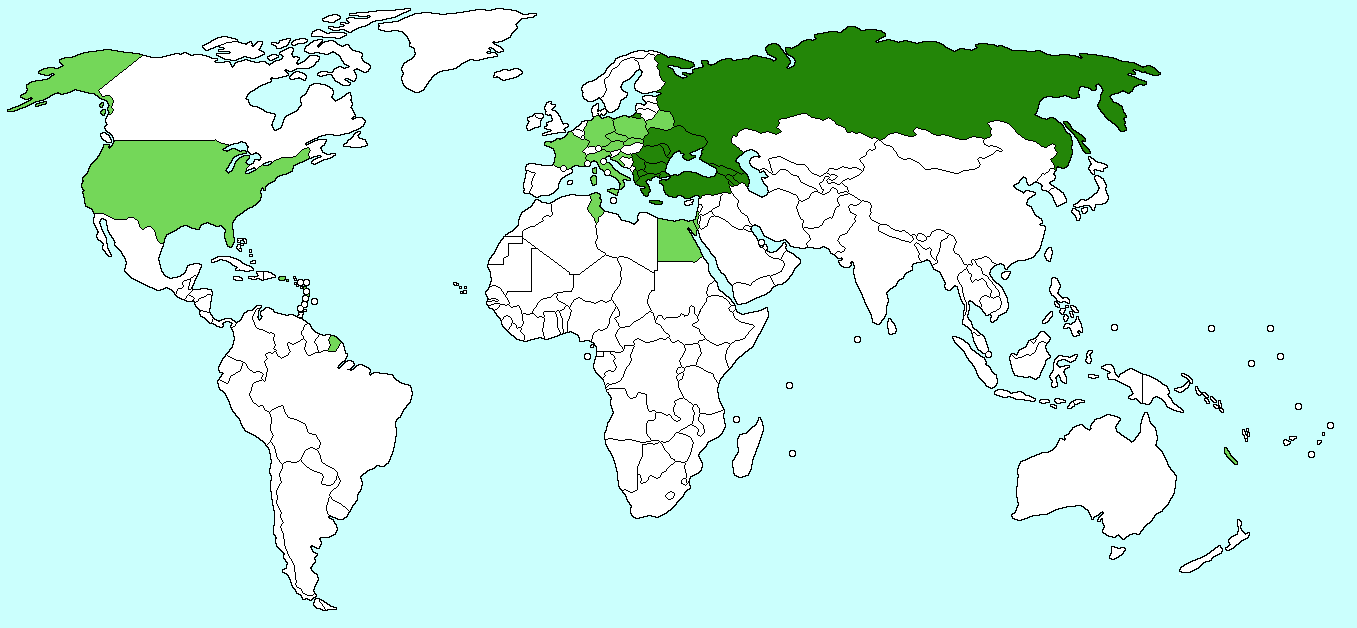
BSECの会員国
BSECのオブザーバー国

黒海経済協力機構（欧州中心の拡大図）
会員国
オブザーバー国

上記の地図からわかるように会員資格は黒海に面する国に限定されていない。アルバニア、アルメニア、アゼルバイジャン、ギリシャ、モルドバ、セルビアなどは黒海に海岸線を持たない。トルコはキプロスの参加を拒否しており、その後にギリシャによってマケドニアの参加は拒否されている。ギリシャは数カ国から将来の適用承認を中止するように促されている。
オブザーバー国
- オーストリア
- ベラルーシ
- クロアチア
- チェコ
- エジプト
- フランス
- ドイツ
- イスラエル
- イタリア
- ポーランド
- スロバキア
- チュニジア
- アメリカ合衆国

オブザーバー組織
- 国際黒海クラブ
- エネルギー憲章事務局
- 黒海委員会
- 欧州委員会
- マルマラグループ戦略社会研究財団

2009年の11月1日から2010年の5月31日にかけてはブルガリアが議長権を持っていた。2011年7月から12月にかけての議長国はロシア。

## 黒海貿易開発銀行
黒海貿易開発銀行は1997年1月24日に設立された国際金融機関。貿易とプロジェクト・ファイナンス、債務保証、参加国内の公私両方の企業への開発計画支援のための普通株式発行などで経済開発と地域協力を支援している。
銀行の目的は地域貿易関係、多国間計画、外国からの直接投資、持続可能な開発への出資の支援、参加国内の雇用の形成のための協調などの促進であり、これらの運営を保障することで経済金融的に健全で貢献する市場開発に貢献する。。組織は公称資本金で1兆3250億ドルを保有する。ギリシャのテッサロニキに本部が存在する。
黒海貿易開発銀行は国連に登録された条約である黒海貿易開発銀行設立協定によって管理される。この組織は1997年1月24日に設立された。国際通貨基金とは違い、黒海貿易開発銀行は債務者の状況を統制するための政治的地位が付加していない。ムーディーズインベスター・サービスは黒海貿易開発銀行に対して「Baa1」プラスの信用格付けを与えている。

## 註

### 補足
^ セルビア・モンテネグロであった2004年に加盟した。セルビア・モンテネグロ解体後はセルビアが参加国権を受け継いでいる。

### 参照
1. ↑  澤江pp.110-112.
2. 1 2  Permanent International Secretariat. “About BSEC”.   Black Sea Economic Cooperation (BSEC). 2007年9月28日時点のオリジナルよりアーカイブ。2009年5月29日閲覧。 “With the accession of Serbia and Montenegro in April 2004, the Organization’s Member States increased to twelve.”
3. ↑  Kurt, Suleyman (2006年6月11日). “Montenegro Denied BSEC Membership Because of Turkish-Greek Rift”. Zaman 2008年2月23日閲覧. "In retaliation to Turkey’s move to veto the application filed by the Greek Cypriot Administration, Greece opposed all BSEC membership applications in protest, including Montenegro’s."
4. 1 2  http://www.bstdb.gr/keyfacts.htm
5. ↑  http://www.eastagri.org/member_detail.asp?id=11
6. ↑  http://www.bstdb.gr/bank.htm
7. ↑  http://www.balkanalysis.com/2002/07/29/analysis-black-sea-trade-and-development-bank-i/
8. ↑  . http://www.forbes.com/markets/feeds/afx/2007/12/12/afx4429562.html [リンク切れ]
9. ↑  Ministry of Foreign Affairs of the Republic of Serbia. “Constitutional Charter of the State Union of Serbia and Montenegro: Article 60 - Breaking Away from the State Union of Serbia and Montenegro” (PDF). 2008年2月23日閲覧。 “Should Montenegro break away from the state union of Serbia and Montenegro, the international instruments pertaining to the Federal Republic of Yugoslavia, particularly UN SC Resolution 1244, would concern and apply in their entirety to Serbia as the successor.”

- BSEC 公式サイト